# Ellipspasser

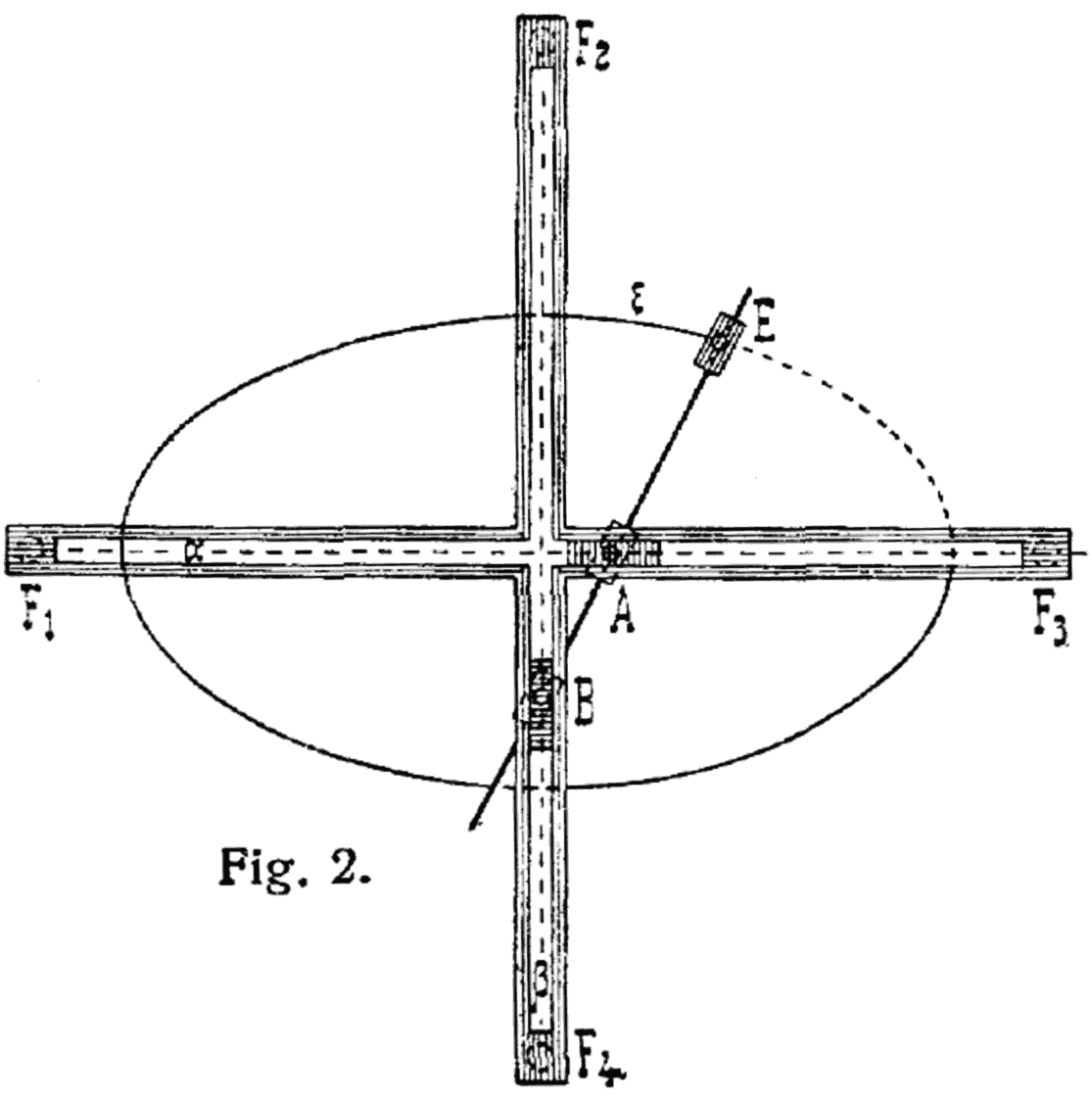
kruispasser: een gebruikelijk type ellipspasser

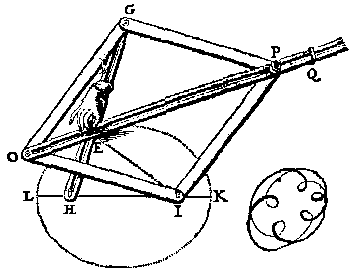
Variant op de tuinmansmethode: ellipspasser voor het tekenen van een ellips bij gegeven brandpunten

Een ellipspasser of ellipsograaf is een stuk gereedschap waarmee ellipsen getekend, gezaagd of gefreesd kunnen worden. Hij wordt traditioneel gebruikt door tekenaars en meubelmakers. Tegenwoordig zijn de gebruikers vooral hobbyisten en kleine ondernemers, omdat grotere bedrijven hiervoor CNC-gestuurde machines hebben.

## Typen
Een normale ellipspasser is alleen bruikbaar voor tekenwerk, maar meubelmakers hanteren een variant die als geleider voor zaag of frees te gebruiken is. Beide afbeeldingen tonen ellipspassers die door de Nederlandse wiskundige Frans van Schooten voorgesteld zijn. Het kruisvormige type op de bovenste afbeelding is het meest gangbaar. Merk op dat het ene klosje de sinus van een cirkel vormt en het andere de cosinus.
Het type op de tweede afbeelding is lastiger in gebruik en moet zeer nauwkeurig en spelingvrij gemaakt worden, maar is geschikt om een ellips te tekenen waarvan de brandpunten gegeven zijn. Omgekeerd kan in een bestaande ellips de plaats van de brandpunten bepaald worden. Deze passer gebruikt feitelijk een variant van de tuinmansmethode. Beide passertypes stammen uit de 17e eeuw.

## Opbouw
Een ellipspasser is met eenvoudige middelen zelf te maken: in een vierkante grondplaat worden haaks op elkaar twee sleuven gemaakt, die elkaar midden op de plaat kruisen. In elk van de sleuven ligt een spelingvrij glijdend klosje dat iets boven het grondvlak uitsteekt. Op de klosjes wordt een lat bevestigd, die de klosjes verbindt. Het geheel moet soepel kunnen bewegen, dus de verbinding tussen de lat en elk klosje moet draaiing toelaten. De lat steekt buiten de grondplaat uit, zodat er aan het eind, of op een willekeurig punt, een potlood of gereedschap bevestigd kan worden waarmee de ellips gemaakt wordt.
Een brede lat is minder buigzaam en zal dus nauwkeuriger resultaten geven. Een aluminiumprofiel is nog beter. De gebruikelijke ellipspasser werkt in de praktijk nauwkeuriger dan de tuinmansmethode die een koord gebruikt. Dat koord moet zeer soepel en rekvrij zijn voor precies werk. Voor het aanleggen van tuinperken is een kleine afwijking geen probleem, maar voor meubelmakers gewoonlijk wel. Beide methoden zijn minder nauwkeurig dan CNC-bewerking.